# GE Dash 9-44CW
La GE Dash 9-44CW est une locomotive Diesel produite par le constructeur GE Transportation, filiale du géant industriel américain General Electric. Comme c'est la tradition depuis les années 1970 avec les locomotives de type « Dash 7 », son identification « Dash 9 » signifie que sa fabrication a été lancée dans les années 1990.
Elle possède des moteurs de traction à courant continu, ce qui la différencie d’un autre modèle construit simultanément, la GE AC4400CW qui emploie des moteurs de traction à courant alternatif. Toutes deux possèdent le même châssis, le même type de bogies et un moteur 7FDL de 16 cylindres développant 4400 ch.
La compagnie Norfolk Southern, commanda quant à elle des Dash 9 dont la puissance était limitée par une butée à 4000 ch (GE Dash 9-40CW), les premières d'entre-elles possédaient une cabine étroite d'ancienne génération et étaient dénommées Dash 9-40C. Toutes ont depuis été modifiées pour pouvoir développer 4400 ch.
Elle a été produite de 1993 à 2004 à 2758 exemplaires, dont plus de 2400 pour les États-Unis ou le Canada, avant d'être remplacée par un modèle moins polluant, la GE ES44DC, afin de respecter les normes d'émissions de CO2 américaines entrées en vigueur en 2005.

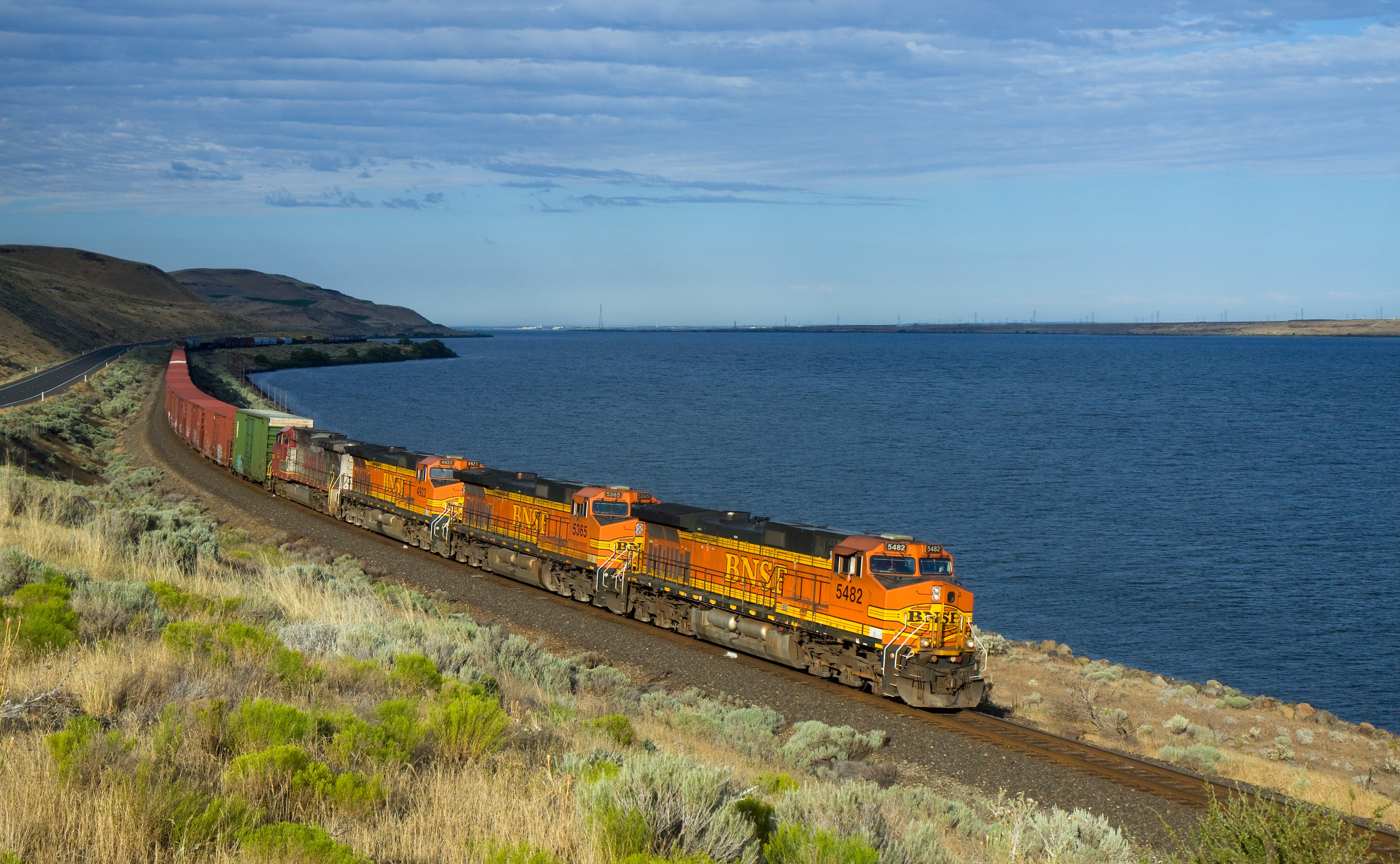
Locomotives de la BNSF, sur le bord du Columbia.

Quelques-unes ont cependant continué d'être produites pour l'exportation après 2005.

## Acheteurs originaux
La plupart des grandes compagnies nord-américaines ont commandé des Dash 9 avec pour exception notable la compagnie du Canadien Pacifique qui ne commandera que des AC4400CW, en outre, des compagnies brésiliennes et australiennes ont également commandé des Dash 9 adaptées aux conditions locales
| Compagnie                                    | Quantité | Numéros                                               | Notes |
| -------------------------------------------- | -------- | ----------------------------------------------------- | --- |
| America Latina Logistica (Brésil)            | 7        | 8300–8506                                             | BB40-9WM : disposition Bo'Bo'+Bo', écartement de 1000 mm |
| Atchison, Topeka and Santa Fe Railway        | 100      | 600–699                                               | Transférées au BNSF railway, mêmes numéros sauf la 666 qui devient 599 599-619 reconstruites en AC44C4M en 2015                                                                              |
| British Columbia Railway (en)                | 14       | 4641–4654                                             | les 4641 à 4644 sont des Dash 9-44CWL munies de cabines canadiennes à 4 pare-brises. |
| Burlington Northern and Santa Fe Railway     | 1697     | 700–799, 960–1123, 4000–4199, 4300–5532               | 4372, 4482, 4663, 4801, 4934, 5162, 5212 et 5416 détruites dans des accidents graves les 5530-5532 ont été livrées comme protection de garantie et étaient initialement numérotées 5841-5843 |
| Canadien National                            | 233      | 2200–2205 et 2500–2726                                | les 2500-2522 sont des Dash 9-44CWL |
| Chemin de fer de la Côte-Nord et du Labrador | 11       | 404–414                                               | |
| Chicago and North Western Railway            | 130      | 8701–8730                                             | cédées au Union Pacific et renumérotées 9665–9699 et 9740–9834 |
| CSX transportation                           | 53       | 9500-9052                                             | Bogies de Dash 8, puissance diminuée à 4000 ch, en cours de réforme (revente à des loueurs)                                                                                                  |
| Estrada de Ferro Carajás (Brésil)            | 67       | 801–867                                               | désignées GE C44-9WM, écartement de 1600 mm |
| Ferronorte (Brésil)                          | 50       | 9001–9050                                             | désignées GE C44-9WM, écartement de 1600 mm |
| Fortescue Metals Group (Australie)           | 15       | 001–015                                               | |
| General Electrics                            | 1        | 905                                                   | Construite en 2005 et utilisée par GE pour des tests |
| Hamersley Iron ltd. (Australie)              | 32       | 7065–7096                                             | transférées à Pilbara Rail |
| MRS Logística (Brésil)                       | 18       | 3956–3973                                             | Bogies de Dash 8 |
| Pilbara Railways (Australie)                 | 30       | 7053–7064, 7097–7098, 9404–9409, 9428–9434, 9470–9472 | |
| Southern Pacific Railroad                    | 101      | 8100–8200                                             | cédées au Union Pacific et renumérotées 9564-9664 la 9593, accidentée, a été mise à la ferraille                                                                                             |
| Union Pacific Railroad                       | 40       | 9700–9739                                             | Rejointes par des Dash 9 du Chicago & North Western et du Southern Pacific la 9731 a été détruite dans un accident                                                                           |
| Vale Logística Integrada (Brésil)            | 15       | 6020–6034                                             | BB40-9WM : disposition Bo'Bo'+Bo', écartement de 1000 mm |
| Estrada de Ferro Vitória a Minas (Brésil)    | 197      | 1113–1309                                             | BB40-9WM : disposition Bo'Bo'+Bo', écartement de 1000 mm |

## Utilisateurs

### Burlington Northern and Santa Fe
Dès sa création en 1996, la compagnie héritait de 100 Dash 9-44CW en livrée "Warbonnet" provenant du Atchison, Topeka and Santa Fe et entreprit immédiatement de commander de nouvelles Dash 9. Il fallait également créer une nouvelle livrée pour la nouvelle compagnie
- 164 locomotives numérotées 960 à 1123 et peintes dans une livrée orange et verte inspirée de celle du Great Northern Railway (appelée livrée "H1")
- 171 locomotives numérotées 700 à 799 et 4700 à 4770. Les 700-799 et 4700-4719 avaient reçu la livrée "Warbonnet" avec logo BNSF (surnommée "Fakebonnet")

À partir de la 4721, en 1999, le BNSF inaugure une nouvelle livrée, orange avec logo en bandes jaunes, qui sera appliquée à toutes les locomotives de ligne jusqu’en 2005 où apparaît la livrée "H3", noire et orange avec nouveau logo. Toutefois, à ce moment-là, toutes les Dash-9 de BNSF ont déjà été mises en service.
En tout, le BNSF commandera 1697 Dash 9-44CW auxquelles se rajoutent les 100 locomotives d’origine Santa Fe.
Avec les EMD SD70MAC et un petit lot de 120 GE AC4400CW, elles représentèrent pendant plusieurs années les modèles récents les plus puissants de la compagnie jusqu’en 2004/2005 où le BNSF commandera des EMD SD70ACe, GE ES44AC et ES44DC, locomotives de nouvelle génération.
Dès les années 1990, les Dash 9 seront utilisées par le BNSF sur tous les types de trains, principalement les trains à longue distance, où elles remplaceront lentement les EMD SD40-2. En revanche, les lourds trains de charbon étaient quasi-exclusivement confiés à des SD70MAC et des AC4400CW car les moteurs de traction à courant alternatif se comportent mieux lors de longs efforts à basse vitesse.
La mise en service de locomotives de nouvelles génération (EMD SD70ACe, GE ES44AC, GE ES44DC puis GE ES44C4 de disposition A1A A1A ) n'a pas mis fin à l'usage des Dash 9 sur des trains de grande importance mais à entraîné en cascade des réformes importantes dans les rangs des locomotives anciennes tandis que les Dash 9, SD70MAC ainsi que les locomotives plus modernes se retrouvent désormais sur presque tous les trains à long et moyen parcours de la compagnie. 
À l'instar de ce qui a été réalisé avec les Dash 9 du Norfolk Southern, BNSF a entamé en 2015 un programme de transformation radicale de ses Dash 9 les plus anciennes (moteurs de traction à courant alternatif, nouveaux bogies A1A, nouvel équipement électrique...) les rendant techniquement très proches des ES44C4. Pour l'instant, seules les locomotives 599 à 619 ont ainsi été transformées et ont pris le nom d'AC44C4M. 

### Canadien National
Avec 233 unités, les Dash 9-44CW et Dash 9-44CWL représentent une part non négligeable des effectifs de la compagnie, qui a également récupéré les locomotives du British Columbia Railway. Elles sont utilisées sur tous les types de trains lourds de la compagnie aux côtés d'autres locomotives construites par GE et EMD.

### CSX transportation
Seules 53 de ces locomotives furent livrées entre 1993 et 1994. Elles se distinguent par des bogies de Dash 8, les toutes premières de la série possédaient même une carrosserie de Dash 8-40CW. En effet, les performances du modèle rival construit par General Electrics, les AC4400CW, séduisirent davantage CSX qui en commandera en tout 615.
Les Dash 9 de CSX ont surtout été utilisées sur des lignes à profil facile ou des services de moindre importance.
Elles ont récemment été, pour la plupart, revendues sur le marché de la location.

### Norfolk Southern
Aucune Dash 9-44CW n'a été achetée par cette compagnie mais leurs Dash 9 limitées à 4000 chevaux ont été modifiées à partir de 2013 pour pouvoir utiliser la pleine puissance de leur moteur, faisant de ces locomotives des Dash 9-44CW. Sur les 1090 construites, toutes celles encore en service ont été ainsi converties. Le Norfolk Southern a démarré un programme de modernisation beaucoup plus poussé de ses anciennes Dash 9 (moteurs de traction à courant alternatif, remplacement de la cabine, de l'équipement électrique, nouveaux bogies...). D'abord appliqué aux Dash 9-40C à cabine étroite, il est désormais appliqué aux Dash 9-44CW de la compagnie (déjà 60 transformées). Si ce programme se poursuit, il pourrait un jour concerner toutes les Dash 9 de la compagnie, ce qui permettrait de disposer à moindre frais d'engins aux caractéristiques proches des GE ES44AC.

### Union Pacific
Les 40 Dash 9 commandées par Union Pacific et livrées en 1994 représentent une petite quantité par rapport aux 1338 AC4400CW et aux 1452 SD70M commandées durant la même période. Les AC4400CW étaient estimées mieux capables de gérer les trains très lourds que les Dash 9 grâce à leurs moteurs de traction à courant alternatif.
Désormais au nombre de 270 car les locomotives du Chicago & North Western et du Southern Pacific appartiennent désormais à la compagnie, elles sont utilisées en partie sur des trains de tonnage moyen ou des services de seconde zone mais il est quelquefois possible d'apercevoir une Dash 9 aux couleurs d'Union Pacific sur les trains de conteneurs et de remorques routières circulant à 70 miles par heure aux côtés de matériel plus moderne.
Il semble donc que leur carrière ne soit pas encore terminée, plusieurs ont reçu la nouvelle livrée Union Pacific avec un large sigle ailé sur le nez.